# فن الجسد
عند ممارسة فن الجسد (بالإنكليزية:Body art) يستعين الفنان في عروضه الفنية بنماذج حية وظواهر طبيعية أولية وبدائية. وبذلك يتجدد الفن بنزعته البدائية المرتبطة بالصور المقدسة. والفن الجديد يستبعد الرمزية، فيتناول الإشارات التي يعثر عليها في الحجر والطمي والحصى والرمال والفحم مباشرة.
أما العروض التي اشتملت على أحداث ضوئية في الهواءالطلق، فقداستعملت المصابيح بأضوائها القوية الكاشفة؛ وأضواءالنيون وفقاقيع الصابون، والبالونات والعلامات التجارية، مع أجسام المشاهدين؛ وهي تتحرك في الفراغ؛ مما يخلق بيئة مدنية.
الجذور التاريخية لفن الجسد
وترجع إلى آلاف السنين [قبل الميلاد] جذور «فن الجسد» وأنواع من «زخرفة الجسد» التي تمثل أحد أشكال التعبير الرمزى مثل فنون الرسم والنحت والموسيقى. وقد عثر على أنواع من الوشم ماتزال باقية على أجساد «المومياوات» التي ترجع إلى «العصور المصرية القديمة» . وكذلك عثر على «وجوه التماثيل الصينية القديمة» (3آلاف سنة قبل الميلاد) علامات محفورة تدل على أنهم قد مارسوا «فن الجسد» في وقت مبكر. ومثلهم مارس «الأفريقيون» و«الأستراليون» عادة «تخديش الجسد» برموز متنوعة، للتعبير عن الذات أو للتجميل أو بغرض الجاذبية.وهناك كذلك مهام لـ«فن الجسد» مارسها الإنسان في و«المكسيك» [منذ آلاف السنين] مثل «ثقب الأذنين» و«الأنف» و«الشفاه» للإشارة للحالة الاجتماعية وللنسب أو للانتماء القبلى ؛وللتعبير عن الأهمية الاجتماعية والثروة الشخصية.ومايزال النوبيون يزينون أجسادهم بـ«الطين الأبيض» بمناسبة الانتقال من «مرحلة المراهقة» إلى «مرحلة البلوغ» كما تدق الفتيات ذقونهن للإشارة إلى الحالة الاجتماعية وللتعبير عن الهوية والجنس، بل لإظهار السيطرة على الجسد.

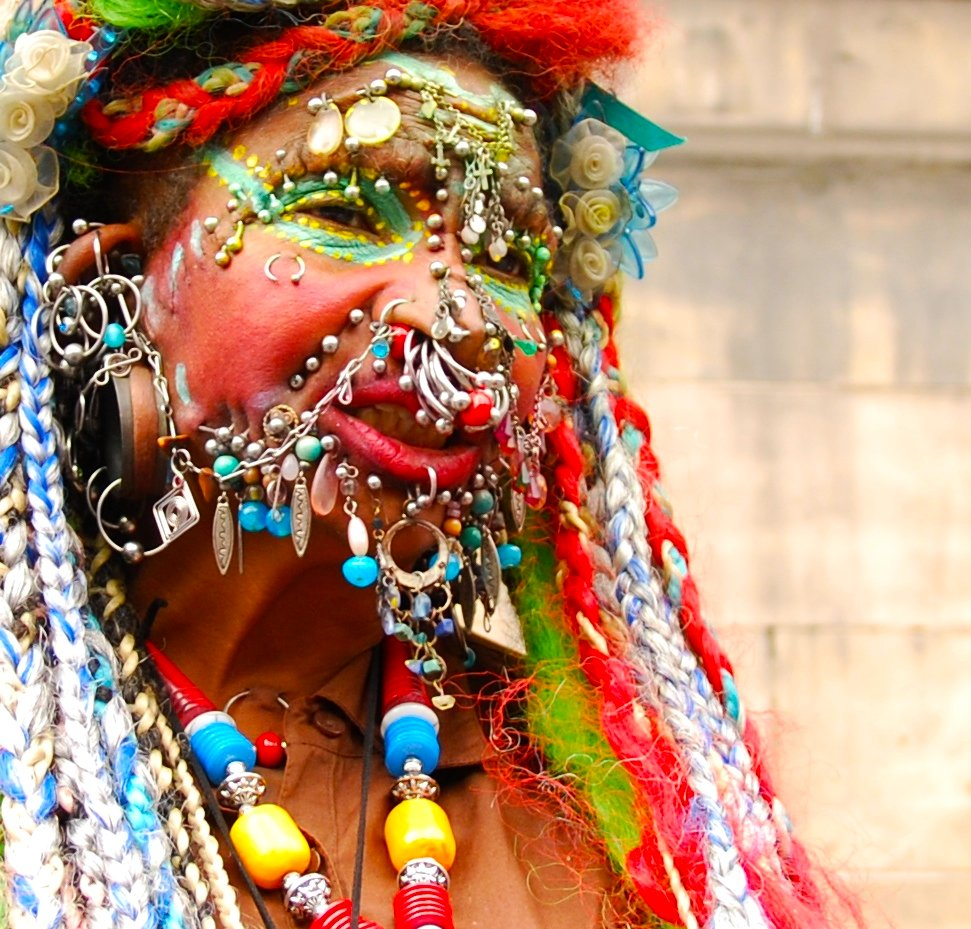
971 × 929 (210 KBpx

## ثبت المراجع
1. ↑  محسن عطية - التفسير الدلالى للفن - عالم الكتب 2007 الصفحة114.